# 密厳寺 (北海道余市町)
密厳寺（みつごんじ）は、北海道余市郡余市町にある真言宗豊山派の寺。本尊は十一面観音、秘佛歓喜天、大日如来。

## 歴史
明治31年（1898年）開山、米沢から来道し庵を結ぶ普及所となる。昭和11年（1936年）に本堂を再建し、寺号公称する。総本山は長谷寺。本尊は十一面観音、秘佛歓喜天、大日如来、脇には大聖不動明王。開基住職清道大和尚三十三回忌に当り開山堂を建立。江戸時代後期の作と云われる文殊菩薩（台座から77cm）を祀る。山門脇に左右三体ずつの六地蔵が並び、聖観音堂では、交通安全などの祈祷が行われる。